# Сороцький Ігор Ігорович
І́гор І́горович Соро́цький (нар. 2 червня 1994, Теребовля, Тернопільська область, Україна) — український футболіст, півзахисник.

## Клубна кар'єра
Виступав за «Соколята» (Тернопіль), BRW-ВІК (Володимир-Волинський), ДЮСШ (Тернопіль), ФК «Тернопіль-2», «Ниву» (Теребовля) та ФК «Тернопіль».